# Dobrovolné sdružení obcí Hornolidečska
Dobrovolné sdružení obcí Hornolidečska je sdružení právnických osob v okresu Vsetín, jeho sídlem je Horní Lideč a jeho cílem je rozvoj regionu. Sdružuje celkem 15 obcí a bylo založeno v roce 1995.

## Obce sdružené v mikroregionu
- Francova Lhota
- Horní Lideč
- Lačnov
- Leskovec
- Lidečko
- Lužná
- Pozděchov
- Prlov
- Seninka
- Střelná
- Študlov
- Valašská Polanka
- Valašská Senice
- Valašské Příkazy
- Ústí